# Raymond William Lessard
Raymond William Lessard (* 21. Dezember 1930 in Oakwood bei Grafton, Walsh County, North Dakota; † 3. Januar 2016) war Bischof von Savannah.

## Leben
Nach dem Schulbesuch in Oakwood und einem Jahr an der Handelsschule in Grand Forks trat Raymond William Lessard 1949 in das Priesterseminar in Saint Paul ein. Ab 1953 setzte er seine Studien am Päpstlichen Nordamerika-Kolleg in Rom fort. Er empfing am 16. Dezember 1956 durch den Rektor des Nordamerika-Kollegs, Erzbischof Martin John O’Connor, die Priesterweihe für das Bistum Fargo. 1957 erwarb er an der Päpstlichen Universität Gregoriana das Lizenziat in Theologie.
Nach seiner Rückkehr in die Vereinigten Staaten war er drei Jahre lang Kaplan an der Kathedrale des Bistums Fargo. 1960 kehrte er als persönlicher Sekretär Aloisius Kardinal Muenchs nach Rom zurück, wo er auch seine Studien der Theologie und des Kanonischen Rechts fortsetzte. Nach Muenchs Tod war Lessard am Nordamerika-Kolleg tätig. Als Berater seines Heimatbischofs Leo Ferdinand Dworschak nahm er an vielen Sitzungen des Zweiten Vatikanischen Konzils teil. Ab 1964 bis zu seiner Ernennung zum Bischof war er Mitarbeiter der Kongregation für die Bischöfe.
Papst Paul VI. ernannte ihn am 5. März 1973 zum Bischof von Savannah. Die Bischofsweihe spendete ihm der Erzbischof von Atlanta, Thomas Andrew Donnellan, am 27. April desselben Jahres; Mitkonsekratoren waren Justin Albert Driscoll, Bischof von Fargo, und Francis Joseph Gossman, Weihbischof in Baltimore.
Am 7. Februar 1995 nahm Papst Johannes Paul II. seinen Rücktritt aus gesundheitlichen Gründen an. Im Ruhestand lehrt er am Regionalseminar Saint Vincent de Paul in Boynton Beach, Florida.
Raymond William Lessard engagierte sich für zahlreiche sozialen Projekte und die Christen im Heiligen Land. 1992 wurde er von Kardinal-Großmeister Giuseppe Kardinal Caprio zum Großoffizier des Päpstlichen Ritterordens vom Heiligen Grab zu Jerusalem ernannt und am 12. September 1992 in Naples in die Statthalterei USA Southeastern investiert.